# Catterick
Catterick este un sat și o parohie civilă din comitatul Yorkshire de Nord, Anglia, Regatul Unit al Marii Britanii și Irlandei de Nord.
Satul se află în locul castrului roman Cataractorum. Castrul avea o comunitate siriană și un templu dedicat zeiței Atargatis.